# Autoportret z żoną (obraz Stanisława Wyspiańskiego)
Autoportret z żoną – obraz Stanisława Wyspiańskiego wykonany techniką pastelową w 1904 roku. Znajduje się w zbiorach Muzeum Narodowego w Krakowie i jest prezentowany w Muzeum Stanisława Wyspiańskiego. W literaturze obraz ten uznawany jest za jedyny autoportret artysty, na którym widoczna jest druga osoba.

## Historia
Obraz powstał cztery lata po ślubie Wyspiańskich, który odbył się 18 września 1900 roku w Krakowie. Stanisław Wyspiański przedstawił na nim siebie oraz żonę Teodorę Teofilę Wyspiańską. W 1906 roku obraz został zakupiony przez Feliksa Jasieńskiego, który podarował go Muzeum Narodowemu w Krakowie w 1920 roku. 

## Opis
Obraz jest portretem podwójnym małżeństwa Wyspiańskich. Teofila Wyspiańska znajduje się w lewej części pola obrazowego, tuż za mężem. Charakteryzują ją duże, niebieskie oczy, pełne usta i szeroki nos. Kobieta ubrana jest w barwny, wzorzysty strój i czerwoną chustę. Jej szyję ozdabiają czerwone korale, na których badacze dostrzegli medalik z Matką Bożą. W literaturze strój ten identyfikowany jest jako krakowski. Stanisław Wyspiański zajmuje prawą stronę w polu obrazowym, obok żony. Mężczyzna jest zwrócony w ujęciu ¾ w prawo. Charakteryzują go duże, niebieskie oczy, zarost oraz przerzedzone włosy zaczesane na czoło. Ubrany jest w białą koszulę oraz jasnobrązową, kożuchową kamizelkę (serdak) z czarnym, futrzanym kołnierzem. Małżeństwo przedstawiono na neutralnym tle, które stanowiło częsty element kompozycyjny w  portretach artysty. 

## Analiza
Małżeństwo zajmuje niemal całą powierzchnię pola obrazowego. Ramy obrazu przecinają korpusy postaci. Kompozycję wyznaczono za pomocą secesyjnej (dekoracyjnej i płynnej) linii, którą dopełnia płaska plama barwna. 

## Interpretacja
Autoportret z żoną jest uważany za symboliczny obraz Stanisława Wyspiańskiego. W literaturze interpretowany jest w kategoriach manifestu artystycznego. Małżeństwo Wyspiańskich spotkało się z dezaprobatą rodziny i bliskich artysty oraz środowiska krakowskiej inteligencji, które nazywało związek mezaliansem. Żona Wyspiańskiego, będąca przedstawicielką chłopstwa, urodziła się w podtarnowskiej wsi Konary, natomiast Wyspiański urodził się w Krakowie. W liście do Stanisława Lacka z 7 maja 1905 roku Stanisław Wyspiański napisał:
Wszystko zaś jest komedia „społeczna”, gdyż nie mogą przenieść na sobie tego, że moja żona nie jest z „miastowych” z tak zwanej inteligencji i daliby połowę życia za jaki skandal, którego doczekać się nie mogą zrozpaczeni, za jaką udaną intrygę lub wszelkiego rodzaju podłość.
Na obrazie mężczyznę przedstawiono w codziennym ubraniu chłopskim, natomiast Teofilę w stroju odświętnym. Ten symboliczny gest odczytywany jest przez badaczy jako akt wsparcia i solidarności skierowany wobec żony. Kompozycyjne umiejscowienie artysty między małżonką a widzem jest także interpretowane jako próba osłonięcia jej przed krytyką społeczną, z którą mierzyła się na co dzień. A skierowane na widza oczy małżonków mają wyrażać pewność siebie i dumę z noszonych strojów, a tym samym lekceważący stosunek wobec stanu mieszczańskiego męża.

## Wystawy
Autoportret z żoną pojawiał się na wystawach tematycznych oraz monograficznych, tj. poświęconych twórczości Stanisława Wyspiańskiego. Oto wybrane z nich: 
- ,,Sami złożycie stos...": Pogrzeb Stanisława Wyspiańskiego, 08.12.2007-09.03.2008, Muzeum Narodowe w Krakowie,
- Wyspiański, 28.11.2017 – 05.05.2019, Muzeum Narodowe w Krakowie,
- Skarbiec Wyspiańskiego, 11.10.2019 – 01.03.2020, Muzeum Narodowe w Krakowie[1][20].